# Lorenz Hutschenreuther

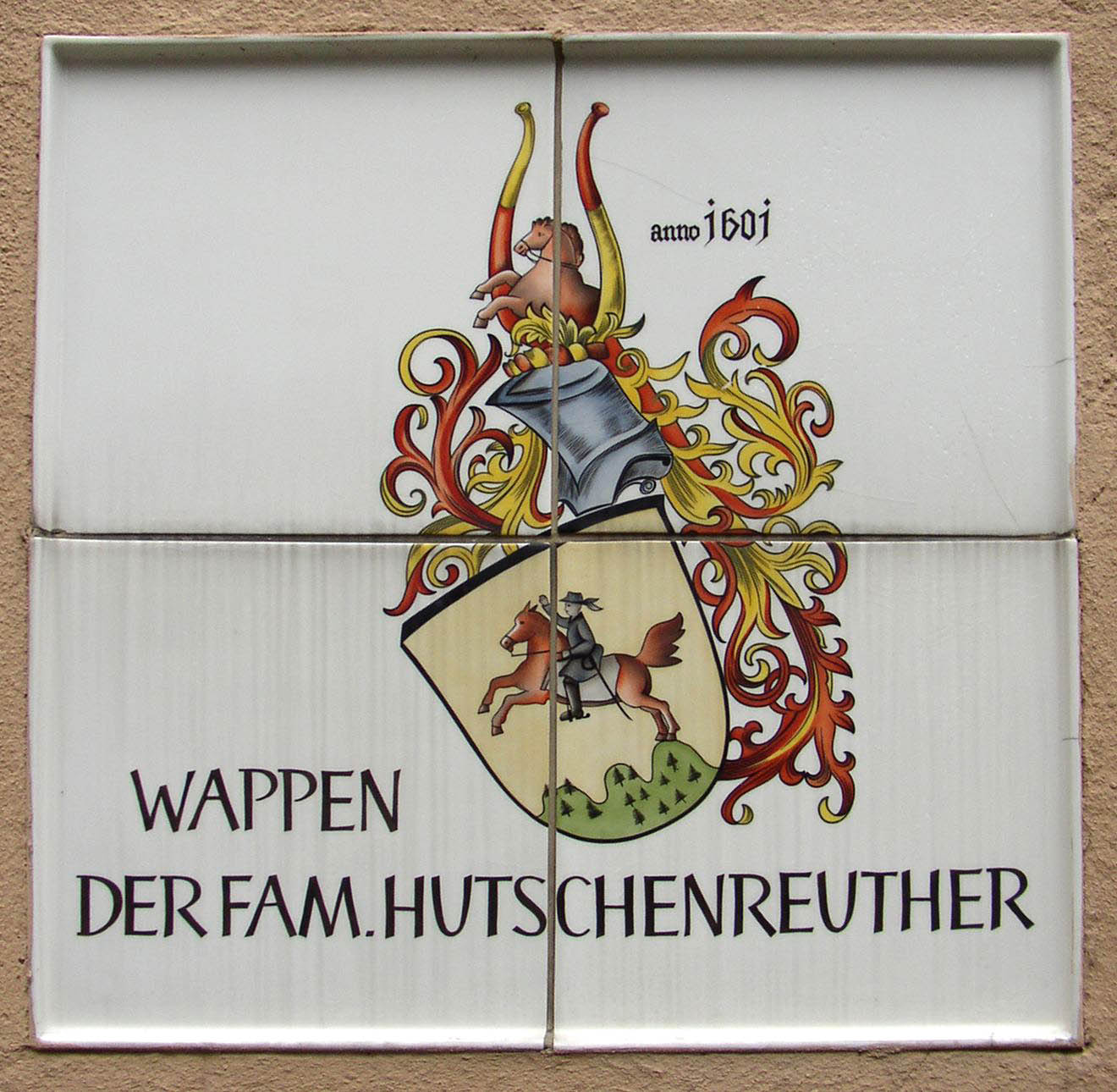
Familienwappen

Lorenz Hutschenreuther, vollständiger Name Lorenz Christian Friedrich Hutschenreuther (* 8. Mai 1817 in Hohenberg an der Eger; † 8. Oktober 1886 in Würzburg) war Unternehmer und Begründer der Porzellanfabrik Lorenz Hutschenreuther in Selb.

## Leben
Lorenz Hutschenreuther war der erste Sohn von Carolus Magnus Hutschenreuther und dessen Ehefrau Johanna Maria Barbara, geb. Reuß. Sein Vater war Handlungsreisender, Porzellanmaler und der Begründer der C. M. Hutschenreuther AG Hohenberg. Zunächst erlernte er in der elterlichen Porzellanfabrik die Kunst der Porzellanherstellung. Nach dem Tod des Vaters führten die Mutter, Lorenz und die übrigen Kinder den Betrieb in alter Manier weiter. Lorenz versuchte vergeblich, neue Akzente zu setzen. Lorenz Hutschenreuther heiratete 1843 Berta Heßner, eine Kaufmannstochter aus Altenburg.
1886 wurde er in seiner Heimatstadt Selb beigesetzt, wo eine Straße nach ihm benannt ist.

## Porzellanfabrik Lorenz Hutschenreuther
Da Lorenz Hutschenreuther mit Neuerungsvorschlägen im Kreis der Familie keine Unterstützung fand, bereitete er die Gründung einer eigenen Porzellanfabrik vor. Nach einem verheerenden Brand bot sich in Selb die Gelegenheit, die Ludwigsmühle zu erwerben. Am 10. August 1857 wurde ihm die Konzession zur Errichtung einer Porzellanfabrik erteilt. Im Dezember 1857 kaufte er mit seinem Erbteil das Grundstück der Ludwigsmühle für 15.900 Gulden und errichtete erste Fabrikgebäude. Hutschenreuther bemühte sich um Modelle von Schreibzeugen und Kaffeeservicen bei W. Götze in Karlsbad und bezog Porzellanerde von der Karlsbader Porzellanfabrik Carl Knoll. Im März 1859 wurde die neue Fabrik mit einem Brennofen und rund 50 Arbeitern in Betrieb genommen. Sie verfügte neben einem Brennofen auch über eine Dampfmaschine und Wasserkraft. Die Masserezepte wurden optimiert und zur Jahresmitte wurden verbesserte Musterstücke an potentielle Kunden verschickt. 1860 stellte Lorenz Hutschenreuther auf der Leipziger Messe aus und konnte die Menge der Aufträge kaum erfüllen.
1864 entstanden weitere Brennöfen, der Dekorbetrieb wurde erweitert. Ab 1870 wurden die produzierten Porzellane und immer feiner werdenden Tafelservice, die bisher in der Mehrheit ohne Marke waren, mit dem Monogramm „L. HR.“ geprägt. Ein Hauptkatalog präsentierte fast die gesamte Kollektion der Manufaktur. 1877 zog sich Lorenz Hutschenreuther aus gesundheitlichen Gründen aus dem Unternehmen zurück und übersiedelte nach Würzburg. Die Unternehmensleitung ging an seine beiden Söhne Viktor und Eugen sowie seinen Schwiegersohn Hans Pabst über. Pabst, den Mann seiner Tochter Julie, hatte Hutschenreuther bereits 1864 als Teilhaber aufgenommen.

### Nach dem Ausscheiden des Firmengründers

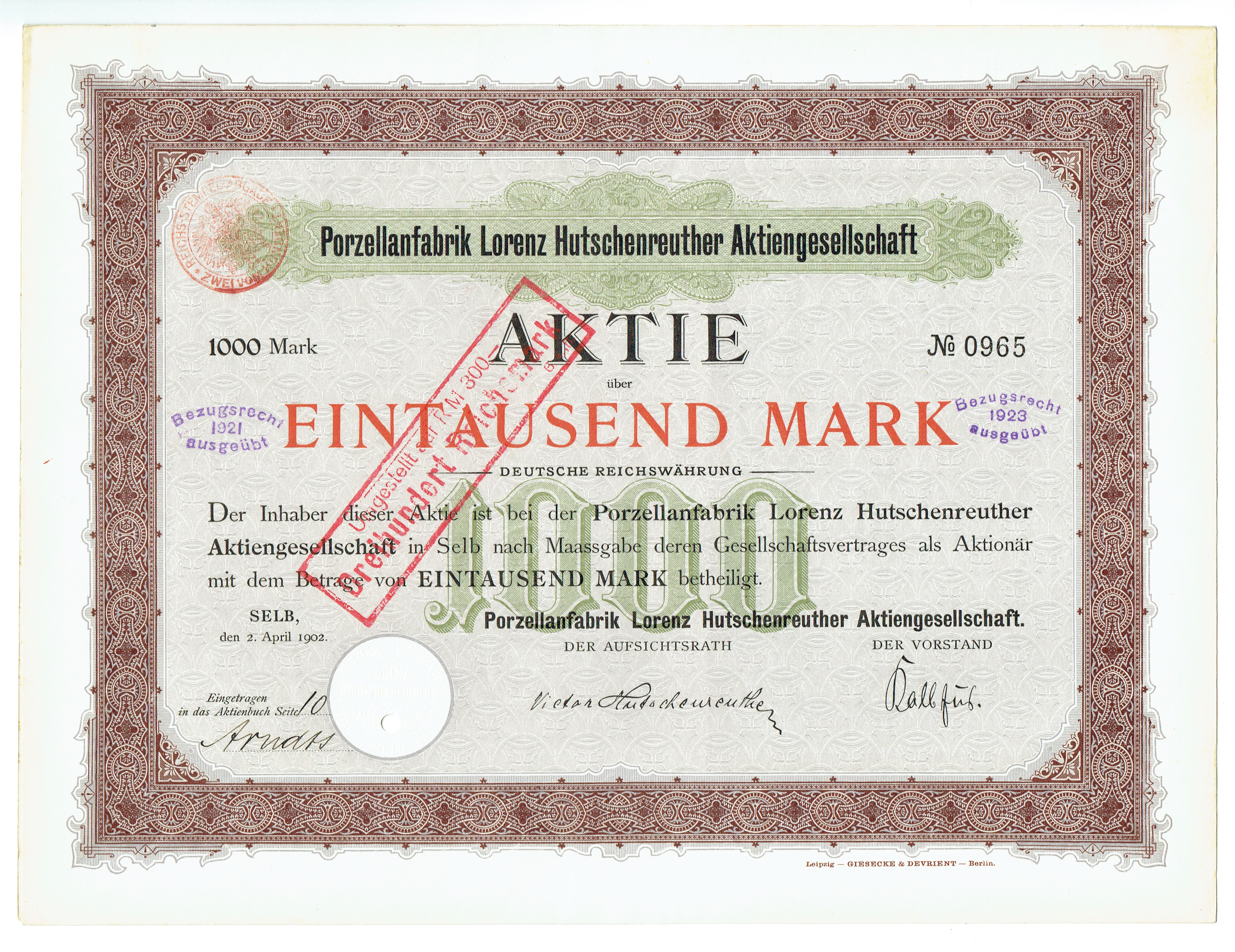
Gründeraktie über 1000 Mark der Porzellanfabrik Lorenz Hutschenreuther AG vom 2. April 1902

1880 begann die Zusammenarbeit mit Leopold Gmelin (geb. 1847) und anderen Künstlern. 1882 erhielten Gmelin und der Hersteller Hutschenreuther auf der Gewerbeausstellung in Nürnberg die Goldmedaille für dekoriertes Tafelservice. 1902 wurde die Firma in eine Aktiengesellschaft umgewandelt und firmierte als Porzellanfabriken Lorenz Hutschenreuther AG Selb. Die AG expandierte: 1906 erwarb sie die Porzellanfabrik Jäger, Werner & Co., 1917 die Porzellanfabrik Paul Müller. Im selben Jahr wurde die Lorenz Hutschenreuther Kunstabteilung begründet. Die künstlerische Leitung hatte Professor Fritz Klee, Leiter der Königlichen Fachschule in Selb. Er steuerte gemeinsam mit dem Kollegen Veit einen großen Teil der Form- und Dekorentwürfe bei. 1922 wurden die Bildhauer Karl Tutter und Carl Werner mit der künstlerischen Leitung der Kunstabteilung betraut. Qualität und Quantität der Produktion stiegen.
1927 wurden die Porzellanfabriken Tirschenreuth und Gebrüder Bauscher in Weiden in der Oberpfalz, 1928 die Porzellanfabrik Königszelt angegliedert. 1934 wurde Max Adolf Pfeiffer, zuvor Generaldirektor der staatlichen Porzellanmanufaktur Meissen, künstlerischer und technischer Berater. Er brachte bedeutende zeitgenössische Bildhauer wie Paul Scheurich, Max Esser und Emil Paul Börner zu Lorenz Hutschenreuther.
1946 lief in den westlichen Betrieben des Unternehmens die Produktion mit kleinen Programmen wieder an; große Lieferungen gingen an die US-Militärverwaltung. 1954 rüstete man von Rundöfen auf Tunnelöfen um. Seit Ende der 1950er Jahre wurden zunehmend freie Künstler an das Unternehmen gebunden, betreut durch Hans Achtziger, den Leiter der Kunstabteilung und des Ateliers für Formengestaltung, so wurde Gunther Granget eine Studienreise nach Nordamerika finanziert, in deren Anschluss Vogelfiguren entstanden.
Mit dem Erwerb der Aktienmehrheit der Porzellanfabrik C. M. Hutschenreuther in Hohenberg wird diese 1969 in die Lorenz Hutschenreuther AG eingefügt: Die entstandene Hutschenreuther AG bestand bis 1998. Daraus ging ein Unternehmen mit dem Namen BHS tabletop AG hervor, das sich auf Hotel- und Gaststättenporzellan spezialisierte. Die Marke Hutschenreuther ging zunächst an Winterling Porzellan AG in Kirchenlamitz, und von Winterling im Jahr 2000 an den Porzellanhersteller Rosenthal. Nachdem Rosenthal seit 2009 zum italienischen Konzern Sambonet Paderno Industrie zählt, tritt Hutschenreuther am Markt für Essgeschirr gemeinsam mit den anderen Marken des Konzerns als Teil der Arcturus Gruppe auf.

## Auszeichnungen
- 1885: Ehrenbürger der Stadt Selb